# Cnemaspis jacobsoni
Cnemaspis jacobsoni är en ödleart som beskrevs av  Das 2005. Cnemaspis jacobsoni ingår i släktet Cnemaspis och familjen geckoödlor. IUCN kategoriserar arten globalt som otillräckligt studerad. Inga underarter finns listade i Catalogue of Life.